# Everybody's Golf Portable 2
Everybody's Golf Portable 2 (みんなのGOLFP2?, Minna no Golf Portable 2) (Hot Shots Golf: Open Tee 2 in America del Nord ed Everybody's Golf 2 in Europa) è un videogioco della serie Everybody's Golf ed il primo ad essere pubblicato per console PlayStation Portable. Il videogioco è stato pubblicato il 12 dicembre 2004 in Giappone, il 3 maggio 2005 in America del Nord e il 1º settembre 2005 in Europa.